# 꺼져버려 종양군
《꺼져버려 종양군》(滚蛋吧！肿瘤君, Go away Mr. tumour)은 중화인민공화국에서 제작된 한연 감독의 2015년 멜로/로맨스, 코미디, 드라마 영화이다. 바이바이허 등이 주연으로 출연하였다.
2015년 8월 13일 개봉되었으며, 박스오피스 히트를 쳤다.

## 출연

### 주연
- 바이바이허
- 오언조

### 조연
- 유리리

## 기타
- 시각효과: 한태정
- 스턴트: 테무르 마미사스빌리
- 스턴트: 토머 오즈
- 시각효과부문: 유원준